# Aaliyah Brown
Aaliyah Brown (6 de janeiro de 1995) é uma velocista norte-americana, especialista nos 100 m rasos. Foi campeã mundial do revezamento 4x100 m no Campeonato Mundial de Atletismo de 2017, em  Londres , junto com  Allyson Felix, Morolake Akinosun e Tori Bowie.